# Đổng Trinh
Đổng Trinh (sinh ngày 27 tháng 8 năm 1986), tại thành phố Tam Minh, tỉnh Phúc Kiến, Trung Quốc, tốt nghiệp Đại học Truyền thông Trung Quốc. Cô sớm tham gia vào các công việc hậu trường như: sáng tác nhạc, ca sĩ, thiết kế âm thanh. Năm 2007, với album đầu tay mang tên Trinh ái nhất hồi, cô đã dần tiến vào làng giải trí.
Cô là nghệ sĩ thuộc trường phái thực lực: Có thể sáng tác & ca hát. Giọng hát ôn nhu điềm mỹ, có thể xem là sự hoà hợp của Đặng Lệ Quân và Dương Ngọc Óanh trong cùng 1 người. Trong những ngày đầu đến với âm nhạc, còn làm việc phía hậu trường, cô đã sáng tác ca khúc cho các ca sĩ như: Ca sĩ Hàn Quốc Jang Na Ra, Trịnh Tại Quyên, Tào Lộ ...
Đổng Trinh còn nổi tiếng với những bản cover những ca khúc cổ điển, nhạc của cô xuất hiện nhiều trong các game online của Trung Quốc
Sau khi tham gia The Voice of China, Đổng Trinh được biết đến nhiều hơn trên màn ảnh. Năm 2012, cô nhận hợp đồng sáng tác ca khúc chủ đề cho phim Tân tiếu ngạo giang hồ với ca khúc Chấm Dứt.
Đổng Trinh còn nổi tiếng với những bản cover những ca khúc cổ điển, nhạc của cô xuất hiện nhiều trong các game online của Trung Quốc.

## Thuở nhỏ
Từ nhỏ, cô mong muốn trở thành một ca sĩ tài năng, nhưng cha mẹ cô không cho cô đi học nghệ thuật. Dù vậy, cô đã đỗ Đại học Truyền thông Trung quốc. Sau khi tốt nghiệp, cô không về quê mà ở lại Bắc Kinh phát triển sự nghiệp. Năm 2009, cô đăng ký tham gia Khoái nhạc nữ thanh và lọt vào top 300.

## Sự nghiệp

### Albums
| Thời gian phát hành      | Tên album           | Tên gốc  | Danh sách trong album                                                 |
| ------------------------ | ------------------- | -------- | --------------------------------------------------------------------- |
| Ngày 13 tháng 8 năm 2007 | Trinh Ái Nhất hồi   | 贞爱一回 | Dịu dàng nói với anh (轻轻的告诉你)                                   |
| Ngày 13 tháng 8 năm 2007 | Trinh Ái Nhất hồi   | 贞爱一回 | Thiên hạ say (醉美天下)                                               |
| Ngày 13 tháng 8 năm 2007 | Trinh Ái Nhất hồi   | 贞爱一回 | Chàng tiêu sái thiếp xinh đẹp (你潇洒我漂亮)                          |
| Ngày 13 tháng 8 năm 2007 | Trinh Ái Nhất hồi   | 贞爱一回 | Để nước mắt hóa thành mưa tương tư (让泪化作相思雨)                   |
| Ngày 13 tháng 8 năm 2007 | Trinh Ái Nhất hồi   | 贞爱一回 | Mộng lí thủy hương (梦里水乡)                                         |
| Ngày 13 tháng 8 năm 2007 | Trinh Ái Nhất hồi   | 贞爱一回 | Có một thứ tình yêu gọi là chia tay (有一种爱叫做放手)                |
| Ngày 13 tháng 8 năm 2007 | Trinh Ái Nhất hồi   | 贞爱一回 | Duyên (缘)                                                            |
| Ngày 13 tháng 8 năm 2007 | Trinh Ái Nhất hồi   | 贞爱一回 | Tâm không yên, tình như thiêu đốt (心在跳情在烧)                      |
| Ngày 13 tháng 8 năm 2007 | Trinh Ái Nhất hồi   | 贞爱一回 | Bạn cùng bàn (同桌的你)                                               |
| Ngày 13 tháng 8 năm 2007 | Trinh Ái Nhất hồi   | 贞爱一回 | Sự dịu dàng đáng trách (该死的温柔)                                   |
| Ngày 13 tháng 8 năm 2007 | Trinh Ái Nhất hồi   | 贞爱一回 | Hồi ức màu hồng (粉红色的回忆)                                        |
| Ngày 13 tháng 8 năm 2007 | Trinh Ái Nhất hồi   | 贞爱一回 | Yêu như hơi thở (爱如空气)                                            |
| Ngày 29 tháng 7 năm 2008 | Thuế biến           | 蜕变     | Tru tiên tình túy (诛仙·情醉)                                         |
| Ngày 29 tháng 7 năm 2008 | Thuế biến           | 蜕变     | Lục sắc vi (绿蔷薇)                                                   |
| Ngày 29 tháng 7 năm 2008 | Thuế biến           | 蜕变     | Mỹ nhân dục (美人浴)                                                  |
| Ngày 29 tháng 7 năm 2008 | Thuế biến           | 蜕变     | Nhĩ bất tại thu thiên (你不在秋天)                                    |
| Ngày 10 tháng 1 năm 2009 | Điêu hoa lung       | 雕花笼   | Điêu hoa lung                                                         |
| Ngày 27 tháng 8 năm 2009 | Phản Phác Quy Trinh | 返璞归贞 | Phản phác quy trinh (返璞归贞)                                        |
| Ngày 27 tháng 8 năm 2009 | Phản Phác Quy Trinh | 返璞归贞 | Tương tư dẫn (相思引)                                                 |
| Ngày 27 tháng 8 năm 2009 | Phản Phác Quy Trinh | 返璞归贞 | Kim lũ y (金缕衣)                                                     |
| Ngày 27 tháng 8 năm 2009 | Phản Phác Quy Trinh | 返璞归贞 | Điêu hoa lung (雕花笼)                                                |
| Ngày 27 tháng 8 năm 2009 | Phản Phác Quy Trinh | 返璞归贞 | Tiên luyến (仙恋)                                                     |
| Ngày 27 tháng 8 năm 2009 | Phản Phác Quy Trinh | 返璞归贞 | Truy mộng nhân (追梦人)                                               |
| Ngày 27 tháng 8 năm 2009 | Phản Phác Quy Trinh | 返璞归贞 | Tình túy (情醉)                                                       |
| Ngày 27 tháng 8 năm 2009 | Phản Phác Quy Trinh | 返璞归贞 | Đao kiếm như mộng (刀剑如梦)                                          |
| Ngày 27 tháng 8 năm 2009 | Phản Phác Quy Trinh | 返璞归贞 | Hồi đáo khởi điểm (回到起点)                                          |
| Ngày 27 tháng 8 năm 2009 | Phản Phác Quy Trinh | 返璞归贞 | Mỹ nhân dục (美人浴)                                                  |
| Ngày 27 tháng 8 năm 2009 | Phản Phác Quy Trinh | 返璞归贞 | Tân uyên ương hồ điệp mộng (新鸳鸯蝴蝶梦)                             |
| Ngày 27 tháng 8 năm 2009 | Phản Phác Quy Trinh | 返璞归贞 | Tiêu diêu du (逍遥游)                                                 |
| Ngày 27 tháng 8 năm 2009 | Phản Phác Quy Trinh | 返璞归贞 | Nễ bất tại thu thiên (你不在秋天)                                     |
| Ngày 27 tháng 8 năm 2009 | Phản Phác Quy Trinh | 返璞归贞 | Kim lũ y - bạn tấu (金缕衣 - 伴奏)                                    |
| Ngày 27 tháng 8 năm 2009 | Phản Phác Quy Trinh | 返璞归贞 | Bán nguyệt cầm - địch tử bản (半月琴 - 笛子版)                        |
| Ngày 27 tháng 8 năm 2010 | Trinh Giang Hồ      | 贞江湖   | Kiếm như hồng (剑如虹)                                                |
| Ngày 27 tháng 8 năm 2010 | Trinh Giang Hồ      | 贞江湖   | Hồ bạn (湖畔)                                                         |
| Ngày 27 tháng 8 năm 2010 | Trinh Giang Hồ      | 贞江湖   | Mặc hồn (墨魂)                                                        |
| Ngày 27 tháng 8 năm 2010 | Trinh Giang Hồ      | 贞江湖   | Thương hải nhất thanh tiếu (沧海一声笑)                               |
| Ngày 27 tháng 8 năm 2010 | Trinh Giang Hồ      | 贞江湖   | Nguyệt quang (月光)                                                   |
| Ngày 27 tháng 8 năm 2010 | Trinh Giang Hồ      | 贞江湖   | Thục tú (蜀绣)                                                        |
| Ngày 27 tháng 8 năm 2010 | Trinh Giang Hồ      | 贞江湖   | Mai hoa tam lộng (梅花三弄)                                           |
| Ngày 27 tháng 8 năm 2010 | Trinh Giang Hồ      | 贞江湖   | Thiên niên lệ (千年泪)                                                |
| Ngày 27 tháng 8 năm 2010 | Trinh Giang Hồ      | 贞江湖   | Tiêu diêu thán (逍遥叹)                                               |
| Ngày 27 tháng 8 năm 2010 | Trinh Giang Hồ      | 贞江湖   | Uyên ương cẩm (鸳鸯锦)                                                |
| Ngày 27 tháng 8 năm 2010 | Trinh Giang Hồ      | 贞江湖   | Tâm như điệp vũ (心如蝶舞)                                            |
| Ngày 27 tháng 8 năm 2010 | Trinh Giang Hồ      | 贞江湖   | Thế thượng khởi hữu thần tiên tai (世上岂有神仙哉)                    |
| Ngày 1 tháng 11 năm 2011 | Cửu Âm Trinh Kinh   | 九阴贞经 | Vấn kiếm (问剑)                                                       |
| Ngày 1 tháng 11 năm 2011 | Cửu Âm Trinh Kinh   | 九阴贞经 | Kiếm khởi thương lan (剑起苍澜)                                       |
| Ngày 1 tháng 11 năm 2011 | Cửu Âm Trinh Kinh   | 九阴贞经 | U hồ (幽狐)                                                           |
| Ngày 1 tháng 11 năm 2011 | Cửu Âm Trinh Kinh   | 九阴贞经 | Ngự kiếm giang hồ (御剑江湖)                                          |
| Ngày 1 tháng 11 năm 2011 | Cửu Âm Trinh Kinh   | 九阴贞经 | Tình hoa (情花)                                                       |
| Ngày 1 tháng 11 năm 2011 | Cửu Âm Trinh Kinh   | 九阴贞经 | Mộng ảo tu tiên (梦幻修仙)                                            |
| Ngày 1 tháng 11 năm 2011 | Cửu Âm Trinh Kinh   | 九阴贞经 | Túy mộng tiên lâm (醉梦仙霖)                                          |
| Ngày 1 tháng 11 năm 2011 | Cửu Âm Trinh Kinh   | 九阴贞经 | Thiên tịnh sa – Thu Tư (天净沙 - 秋思)                                |
| Ngày 1 tháng 11 năm 2011 | Cửu Âm Trinh Kinh   | 九阴贞经 | Trùng dương (重阳)                                                    |
| Ngày 27 tháng 8 năm 2014 | Bạch Tố Trinh       | 白素貞   | Hoa tưởng dung (花想容)                                               |
| Ngày 27 tháng 8 năm 2014 | Bạch Tố Trinh       | 白素貞   | Bạch tố trinh (白素贞)                                                |
| Ngày 27 tháng 8 năm 2014 | Bạch Tố Trinh       | 白素貞   | Lan dạ (蘭夜)                                                         |
| Ngày 27 tháng 8 năm 2014 | Bạch Tố Trinh       | 白素貞   | Vô đoan tương ức - Đổng Trinh ft Lưu Hạo Lâm (无端相忆 - 董贞&刘昊霖) |
| Ngày 27 tháng 8 năm 2014 | Bạch Tố Trinh       | 白素貞   | Liễu kết (了结)                                                       |
| Ngày 27 tháng 8 năm 2014 | Bạch Tố Trinh       | 白素貞   | Tối thị lý thương ẩn (最是李商隐)                                     |
| Ngày 27 tháng 8 năm 2014 | Bạch Tố Trinh       | 白素貞   | Thiên hạ cửu đỉnh (九鼎天下)                                          |
| Ngày 27 tháng 8 năm 2014 | Bạch Tố Trinh       | 白素貞   | Thượng nguyên (上元)                                                  |
| Ngày 27 tháng 8 năm 2014 | Bạch Tố Trinh       | 白素貞   | Ỷ thiên kiếm vũ (倚天剑雨)                                            |
| Ngày 27 tháng 8 năm 2014 | Bạch Tố Trinh       | 白素貞   | Cô thành (孤城)                                                       |

### Ca khúc phim truyền hình
| Tên ca khúc              | Tên gốc       | Tên phim                         |
| ------------------------ | ------------- | -------------------------------- |
| Thành phật - sơn chi cao | 成佛 - 山之高 | Võ thần Triệu Tử Long            |
| Bỉ Ngạn                  | 彼岸          | Lan Lăng Vương phi               |
| Phồn hoa                 | 繁花          | Tam sinh tam thế thập lý đào hoa |
| Ái thương                | 愛殇          | Đông cung Hoa thiên cốt          |
| Lưỡng lưỡng tương vọng   | 两两相忘      | Tân Ỷ thiên Đồ long ký           |

### Đĩa đơn gốc
- Chính tôi nói yêu bạn (亲口说爱你)
- Hô hấp (呼吸)
- Bán nguyệt cầm DEMO - Hồi đáo khởi điểm tiền bản ca (半月琴 DEMO — 回到起点前版)
- Ngã môn tại nhất khởi (我们在一起)
- Thế thượng khởi hữu thần tiên tai (世上岂有神仙哉)
- Tình thương cầm thương (情殇·琴殇)
- Tình mộng cô tế - Nga My kim đỉnh (情梦孤祭·峨眉金顶)
- Khiên bán phược tư (牵绊·缚思)
- Phiên phác quy trinh chi nhân vũ Giang Nam (返璞归贞之烟雨江南)
- Duyên toái lục tuyết kỳ bản tình túy (缘碎·陆雪琪版情醉)
- Thiên tịnh sa thâu tư (天净沙 秋思)
- Mặc hồn (墨魂)
- Bờ hồ DEMO (湖畔DEMO)
- Tằng kinh đích ước định DEMO (曾经的约定DEMO)
- Chẩm thượng thư (枕上書)
- Lan dạ (蘭夜)
- Mộng thái vãn (夢太晚)

### Thanh nhạc
- Lời thề (誓言)
- Họa tâm (画心)
- Nhân ngư truyền thuyết (人鱼传说)
- Ái thương (爱殇)
- Đế quốc nhu tình (帝国柔情)
- Cổ kiếm kỳ đàm - U dạ thương mang (古剑奇谭·幽夜苍茫)

### Song ca
- Du hý thế giới đích thú hậu (游戏世界的守候)
- Phi vũ mộng huyễn tru tiên (飞羽·梦幻诛仙)
- Phong bi (风碑)
- Đương ngã khai thí du du ái nhĩ (当我开始偷偷爱你)
- Giang hồ (江湖)
- Vô đoan tương ức (无端相忆)
- Hiệp khách hành (侠客行)

### Covers
- Điềm mật mật (甜蜜蜜)
- Tiếu hồng trần (笑红尘)
- Họa tâm (画心)
- Lưỡng lưỡng tương vọng (两两相望)
- Yêu anh (爱你)
- Nguyệt quang (月光)
- Kung fu (功夫)
- Ước hàn (约翰)
- Anh hoa quý (樱花季)
- Ái thượng nhĩ toàn bộ (爱上你全部)
- Ái đích thiên quốc (爱的天国)
- Chu sa lệ (朱砂泪)
- Tiên kiếm phú (仙剑赋)
- Thanh sam ẩn (青衫隐)
- Hoa mai tam lộng (梅花三弄)
- Hồi mộng du tiên - tầm tiên (回梦游仙·寻仙)
- Tẩu đắc hấn an tịnh (走得很安静)
- Tâm như điệp vũ - kiếm điệp (心如蝶舞·剑蝶)
- Vân sinh thán (云笙叹)
- Jingle Bell Rock
- Nhân ngư truyền thuyết chi nhân ngư chi luyến (人鱼传说之人鱼之恋)
- Tình triền (情缠)
- Thiên niên lệ (千年泪)